# Olivier Martini
Oliver Martini (ur. 12 grudnia 1971 roku w Bolonii) – włoski kierowca wyścigowy.

## Kariera
Martini rozpoczął karierę w wyścigach samochodowych w 1985 roku od startów w Formule Fiat Abarth. Uzbierane 64 punkty pozwoliły mu zdobyć tytuł wicemistrzowski tej serii. W późniejszych latach pojawiał się także w stawce Formuły Opel Lotus Euroseries, Pucharu Narodów Formuły Opel Lotus, Grand Prix Monako, Włoskiej Formuły 3, Masters of Formula 3, Formuły 3000, Włoskiej Formuły 3000 oraz Europejskiej Formuły 3000.
W Formule 3000 Włoch startował w latach 1998-1999. Jedynie w sezonie 1998 zdobywał punkty. Z dorobkiem trzech punktów uplasował się tam na siedemnastym miejscu w końcowej klasyfikacji kierowców. Rok później był sklasyfikowany na 28 pozycji.